# Нанотехнології типу «знизу-вгору»
Нанотехнології типу «знизу-вгору» (англ. "bottom-up" nanotechnology) — технологія отримання  наноструктурованих матеріалів, в якій реалізується утворення  наночастинок з атомів і молекул, тобто досягається укрупнення вихідних елементів структури до частинок нанометрового розміру.

## Опис
До технологій цього типу відносяться методи, що застосовуються для отримання ізольованих наночастинок, нанопорошків і компактних наноматеріалів, такі як газофазний синтез з подальшою конденсацією парів; плазмохімічний синтез; осадження з колоїдних розчинів; хімічне і фізичне осадження плівок і покриттів з газової фази (CVD і PVD), плазми або рідких розчинів на підкладку; Електроосадження плівок і покриттів; термічний розклад (піроліз);  детонаційний синтез.